# Arij
Árij (grško: starogrško Άρειος [Áreios], latinsko: Arius), krščanski duhovnik iz Aleksandrije, * 250 do 256, Libija(?); †336, Carigrad.

## Življenjepis
Arij je bil rojen okrog 250. leta v Libiji in je bil berberskega porekla.
O Arijevem zgodnjem življenju ni dosti znanega. Bil je učenec Lucijana Antiohijskega in postal duhovnik v Aleksandriji - v okrožju Baukalis. 

### Arijuči herezijo
V času Aleksandrijskega škofa Petra (300-311) je bil Arij najprej privrženec meletijancev. Meletij je bil ob tem času škof v Likopolisu (300-311) in je bil obsojen na več krajevnih koncilih herezije, ki je bila predhodnica arijanstva. Dolžili so ga celo darovanja malikom.
Pozneje se je Arij vrnil v katoliško Cerkev. 

Ko je bil Aleksander še duhovnik, je vzel pod zaščito bogoslovca Arija, ki so ga izgnali iz škofije. Dosegel je, da se je pomiril s predstojniki in da je prejel duhovniško posvečenje. Arij je torej postal duhovnik, ker mu je pomagal prav škof Aleksander - pa je to dobroto kmalu obžaloval. 
Arij je bil učen – vendar bolj v posvetnih kot duhovnih vedah. Bil je človek lepe in prikupne zunanjosti in se je ljudem kazal silno pobožnega; žal pa je vnašal med vernike nemir, prepir in neslogo, tudi s pesmimi, ki jih je napisal v duhu novega nauka. Začel je namreč učiti množice, ki so njegovo zapeljivo podajanje zavzeto sprejemale, da Jezus ni Bog, ampak le navaden človek, ki ga je Bog Oče obdaril z izrednimi zmožnostmi, da je presegal ljudi in celo angele. Najprej je deloval skrivaj, 319 pa je že nastopal javno ter mnoge odvrnil od krščanstva. 
Škof Aleksander je najprej nastopil zelo blago; ko pa ni nič pomagalo, je postal odločnejši. Poskušal je Arija vrniti nazaj v krščansko občestvo – pa je vse bilo zaman. 

### Arijev nauk naleti na obsodbo
Arij je utemeljitelj verskega nauka, ki se po njem imenuje arianizem (oziroma slovensko arijanstvo).
Arij je začel med ljudmi širiti  nauk, ki ni bil v skladu s tradicionalnim krščanskim učenjem; zato so ga na škofovski sinodi v Aleksandriji leta 321 obdolžili krivoverstva in njegov nauk obsodili. Pozneje so Arijeve nauke obsodili tudi na Prvem nicejskem koncilu in Arija izgnali. Škof Evzebij iz Nikomedije mu je pomagal, da se je lahko vrnil iz izgnanstva v Carigrad; vendar je po vrnitvi umrl.

### Prvi nicejski koncil
Ko je škof Aleksander uvidel, da dobronamerno očetovsko prepričevanje nič ne zaleže, ga je najprej opomnil, nato pa je sklical škofe na koncil. Na aleksandrijski cerkveni zbor 320, ki mu je predsedoval patriarh Aleksander, je prišlo 100 škofov. Koncil je Arija izobčil iz Cerkve in mu prepovedal sleherno duhovniško dejavnost.
Arij pa je le še bolj motil krščansko enotnost in pridobil celo dva škofa na svojo stran. Zato je o vsem tem obvestil papeža Silvestra in prosil za posredovanje tudi zemeljskega vladarja Konstantina. Cesar je najprej imel za povzročitelja nemirov patriarha Aleksandra; nato pa je le privolil in sporazumno s papežem 325 sklical v Nicejo v Bitiniji ekumenski koncil, ki naj bi prinesel mir Cerkvi in cesarstvu. Na prvi vesoljni cerkveni zbor sta prišla v imenu bolnega in ostarelega papeža njegova odposlanca, 318 škofov in sam cesar. Na tem koncilu so preiskali Arijevo učenje in ugotovili, da nasprotuje tradicionalnemu krščanskemu učenju. Patriarh Aleksander Aleksandrijski in njegov diakon Atanazij, mirski škof  Nikolaj in večina škofov so izglasovali, da je bilo arijanstvo obsojeno in sprejeta Nicejska veroizpoved. 
Cesar Konstantin Veliki je želel v cesarstvu verski mir in edinost. Zato je skliceval sinode in tudi koncile. Tako je povabil na cerkveni zbor v Arlesu 314 papeža, ki se pa zbora ni udeležil. Tam je bilo obsojeno heretično gibanje donatizem, kar je papež potrdil in slovesno razglasil.
Cesar Konstantin I. je sklical tudi prvi ekumenski koncil v mestece Nicejo v Mali Aziji (v današnji Turčiji) leta 325, da bi našel rešitev za verske spore, ki jih je povzročila Arijeva herezija. On je tajil, da je Jezus Bog, pa tudi, da je človek, ampak nekakšno višje od Boga Očeta ustvarjeno bitje. Koncil je potrdil verski nauk, da je Sin omooúsion, tj. istobiten z Očetom in da je torej pravi Bog in pravi človek.  Papež Silvester se koncila zaradi starosti in bolezni ni udeležil, ampak sta njegova poslanca kot prva podpisala sklepe, ki jih je potrdilo 318 koncilskih očetov 19. junija 325 in je zato (vsaj začasno) zagotovil verski mir v cesarstvu. 

## Arijevo zmagoslavje in smrt
Papež Marko je že od mladosti bil sodobnik verskim nemirom in tudi preganjanju, ki ga je izvajal zoper aleksandrijskega škofa Atanazija Arij s svojimi privrženci, kakor tudi njegove strašne smrti. Cesar Konstantin je ukazal škofu Aleksandru v Carigradu, naj Ariju podeli sveto obhajilo. Arijanci so se odločili za Carigrad in ne za Alekasndrijo, ker so se bali nasprotovanja in uličnih neredov.
Kakšna pa je bila Arijeva smrt?
Pretkani Arij, ko je povzročil Cerkvi najhujša zla, se je hotel pokazati pravovernega, da bi se izognil hudim kaznim. S tem namenom se je predstavil cesarju in mu s prisego zagotovil, da veruje vse, kar uči katoliška Cerkev. Cesar je slutil hinavščino, pa mu je dejal: „Če se lažeš, naj Bog maščuje tvojo krivo prisego, čeprav boš dobil nazaj svoj položaj.” Heretiki so bili nadvse zadovoljni; sedaj bodo Arija pripeljali v posest tiste Cerkve, iz katere je bil sramotno izgnan. Zato so določili naslednjo nedeljo, da bo vrnitev bolj opazna. Nameravali so vpeljati heretika in herezijo zmagoslavno; neštevilna množica ljudstva, ki je iz ulice v ulico naraščala, je spremljala jahajočega Arija po mestu, da bi dala večjo moč svojemu kljubovanju, ki so ga poglabljali vneti nagovori. Toda prav tu je čakalo Božje maščevanje. Sredi tolike slave, ko je prišel že čisto blizu cerkve, kjer bi se naj opravila sprava (s prejemom svetega obhajila iz rok škofa Aleksandra), ga je spopadel nenadoma hud strah: prebledel je in začel drhteti, kajti vest ga je začela hudo peči. Obenem je začutil strašne telesne bolečine, ker mu je začela notranjost razpadati in se je telo razpočilo: zavlekel se je v neki kot, izbruhal mnogo krvi ter tam obupan umrl.
Tako piše don Bosko.
Viri pa poročajo tudi, da je škof Aleksander tisti čas molil v cerkvi, da naj Bog prepreči lažno spravo, ki bi se končals s slovesno podelitvijo obhajila navideznemu spokorniku. To bi namreč pomenilo zmago herezije.Pismo o Arijevi smrti je objavil njegova žrtev - škof Atanazij.

### Češčenje
- Vse krščanske Cerkve in skupnosti tudi danes zavračajo arijanstvo. Vsi kristjani sprejemajo namreč nicejsko veroizpoved. Zato imajo Arija za heretika.
- Obstaja pa mala skupnost - ločina - ki ima Arija za svetnika. Oni se razglašajo kot katoliški arijanci in kot pripadniki njegovega učenja, čeprav ono v nekaterih točkah še zmeraj nasprotuje nekdanjemu in sedanjemu katoliškemu in splošno-krščanskemu verovanju.[17]